# Andrés Espinosa
Andrés Espinosa Pérez (Matehuala, 4 februari 1963) is een voormalige Mexicaanse marathonloper.

## Loopbaan
In zowel 1991 als 1992 werd Espinosa tweede bij de New York City Marathon. In 1993 won hij deze wedstrijd. In 1994 werd hij tweede op de Boston Marathon met 2:07.19, een tijd die nog steeds geldt als de snelste tijd die een Mexicaan ooit liep en tot 2006 de op een na snelste tijd in Boston ooit. Zijn tijd komt echter niet in aanmerking voor een officiële erkenning als Mexicaans record, aangezien het parcours in Boston niet voldoet aan de eisen van de IAAF. In 1994 won hij de halve marathon van Lissabon in 1:01.34.
Bij de wereldkampioenschappen in 1995 in Göteborg werd hij negende.
In 2001 werd Andrés Espinosa met een tijd van 2:23.06 21ste op de marathon tijdens de WK in Edmonton.
Bij de marathon van Berlijn in 2003 liep hij met een tijd van 2:08.47 een wereldrecord in de leeftijdsklasse masters 40 en eindigde als vierde.

## Persoonlijke records
Baan
| Onderdeel | Prestatie | Datum       | Plaats    |
| --------- | --------- | ----------- | --------- |
| 5000 m    | 13.37,25  | 3 juni 1992 | Victoria  |
| 10.000 m  | 27.59,86  | 30 mei 1992 | Vancouver |

Weg
| Onderdeel      | Prestatie | Datum             | Plaats       |
| -------------- | --------- | ----------------- | ------------ |
| halve marathon | 1:01.31   | 19 september 1993 | Philadelphia |
| marathon       | 2:07.19   | 18 april 1994     | Boston       |

## Palmares

### halve marathon
- 1993:  halve marathon van Philadelphia - 1:01.31
- 1995: 63e WK in Montbéliard/Belfort - 1:05.20
- 2000: 46e WK - 1:08.23

### marathon
- 1988:  marathon van Dallas - 2:16.13
- 1989:  marathon van Dallas - 2:16.19
- 1990:  marathon van San Francisco - 2:14.03
- 1991:  New York City Marathon - 2:10.00
- 1992:  Boston Marathon - 2:10.44
- 1992:  New York City Marathon - 2:10.53
- 1993: 13e Boston Marathon - 2:15.12
- 1993:  New York City Marathon - 2:10.04
- 1994:  Boston Marathon - 2:07.19
- 1994: 4e marathon van Fukuoka - 2:11.20
- 1995:  marathon van Seoel - 2:11.08
- 1995: 9e WK - 2:16.44
- 1996: 5e New York City Marathon - 2:11.39
- 1996: 13e Boston Marathon - 2:13.05
- 1997:  marathon van Amsterdam - 2:10.22
- 1999: 17e Boston Marathon - 2:18.47
- 2000:  marathon van Torreon - 2:11.24
- 2000: 27e OS - 2:18.02
- 2001:  marathon van Torreon - 2:10.57
- 2001: 21e WK - 2:23.06
- 2002: 23e Boston Marathon - 2:19.54
- 2003: 4e marathon van Berlijn - 2:08.46
- 2004:  marathon van Torreón - 2:11.43
- 2004: 69e OS - 2:29.43